# Brücke (Kürten)
Brücke ist ein Wohnplatz in der Gemeinde Kürten im Rheinisch-Bergischen Kreis.

## Lage und Beschreibung
Der Ort liegt an der Wipperfürther Straße zwischen Eichhof und Broich.

## Geschichte
Die Topographia Ducatus Montani des Erich Philipp Ploennies aus dem Jahre 1715, Blatt Amt Steinbach, belegt, dass der Ort bereits 1715 als Ort mit drei Höfen bestand und als Brücke bezeichnet wurde. Carl Friedrich von Wiebeking benennt die Hofschaft auf seiner Charte des Herzogthums Berg 1789 als Bruch. Aus ihr geht hervor, dass Brücke zu dieser Zeit Teil der Honschaft Breibach im Kirchspiel Kürten im Landgericht Kürten war.
Unter der französischen Verwaltung zwischen 1806 und 1813 wurde das Amt Steinbach aufgelöst und Brücke wurde politisch der Mairie Kürten im Kanton Wipperfürth  im Arrondissement Elberfeld zugeordnet.  1816 wandelten die Preußen die Mairie zur Bürgermeisterei Kürten im Kreis Wipperfürth.
Brücke gehörte zu dieser Zeit zur Gemeinde Kürten.
Der Ort ist auf der Topographischen Aufnahme der Rheinlande von 1824 als Brücke und auf der Preußischen Uraufnahme von 1840 als Brück verzeichnet.
Ab der Preußischen Neuaufnahme von 1892 ist er auf Messtischblättern regelmäßig als Brücke verzeichnet.
1822 lebten 17 Menschen im als Hof kategorisierten und Brucke bezeichneten Ort. Der 1845 laut der Uebersicht des Regierungs-Bezirks Cöln als Hof und drei Pulvermühlen kategorisierte Ort besaß zu dieser Zeit zwei Wohnhäuser. Zu dieser Zeit lebten 14 Einwohner im Ort, davon alle katholischen Bekenntnisses. Die Gemeinde- und Gutbezirksstatistik der Rheinprovinz führt Brücke 1871 mit vier Wohnhäusern und 14 Einwohnern auf. Im Gemeindelexikon für die Provinz Rheinland von 1888 werden vier Wohnhäuser mit 23 Einwohnern angegeben. 1895 hatte der Ort vier Wohnhäuser und 24 Einwohner. 1905 besaß der Ort vier Wohnhäuser und 21 Einwohner und gehörte konfessionell zum katholischen Kirchspiel Kürten.
1927 wurden die Bürgermeisterei Kürten in das Amt Kürten überführt. In der Weimarer Republik wurden 1929 die Ämter Kürten mit den Gemeinden Kürten und Bechen und Olpe mit den Gemeinden Olpe und Wipperfeld zum Amt Kürten zusammengelegt. Der Kreis Wipperfürth ging am 1. Oktober 1932 in den Rheinisch-Bergischen Kreis mit Sitz in Bergisch Gladbach auf.
1975 entstand aufgrund des Köln-Gesetzes die heutige Gemeinde Kürten, zu der neben den Ämtern Kürten, Bechen und Olpe ein Teilgebiet der Stadt Bensberg mit Dürscheid und den umliegenden Gebieten kam.

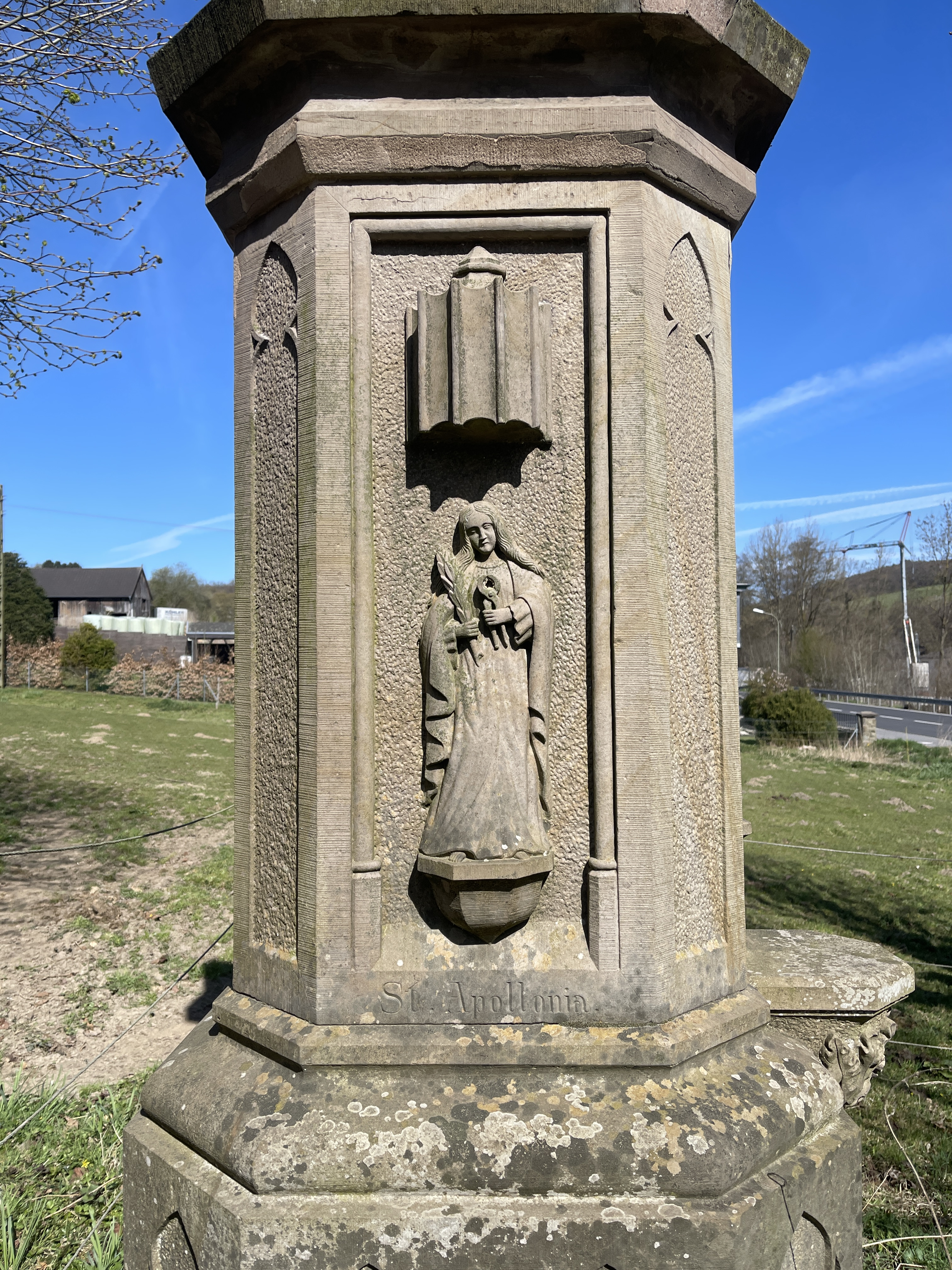
St. Apollonia von Alexandria - Baudenkmal Wegekreuz (1880)

## Sehenswürdigkeiten
An der Wipperfürther Straße - östlich des Hauses Nr. 311 - steht ein Wegekreuz aus dem Jahr 1880, das unter der Nr. 27 in der Baudenkmalliste der Gemeinde Kürten aufgenommen wurde.
Im neugotischen Stil errichtet besitzt es 3 Konsolenfiguren (St. Apollonia, St. Maria und St. Johannes), ein Kruzifix an der Spitze sowie eine Inschrifttafel.

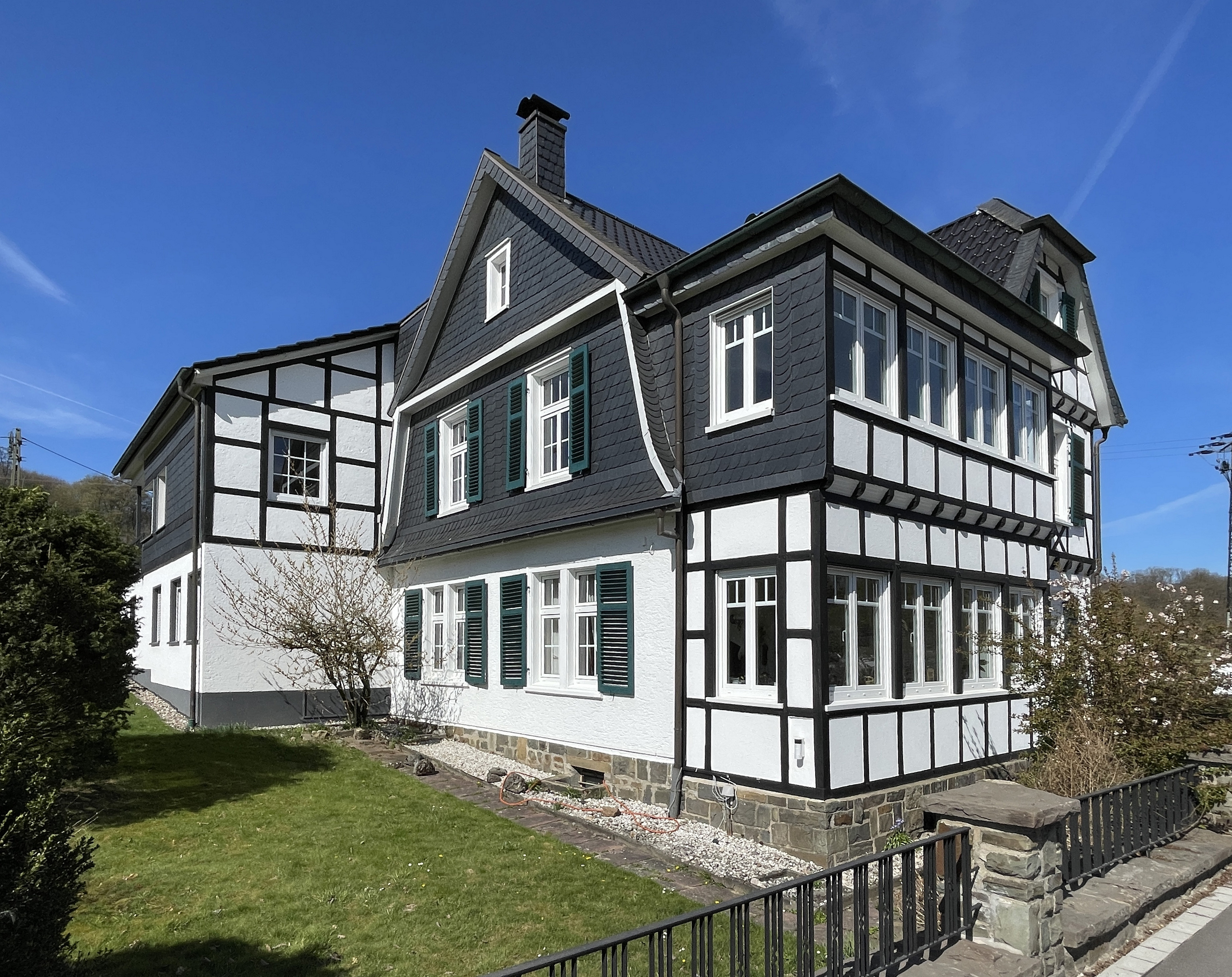
Fachwerkhaus Wipperfürther Straße 305
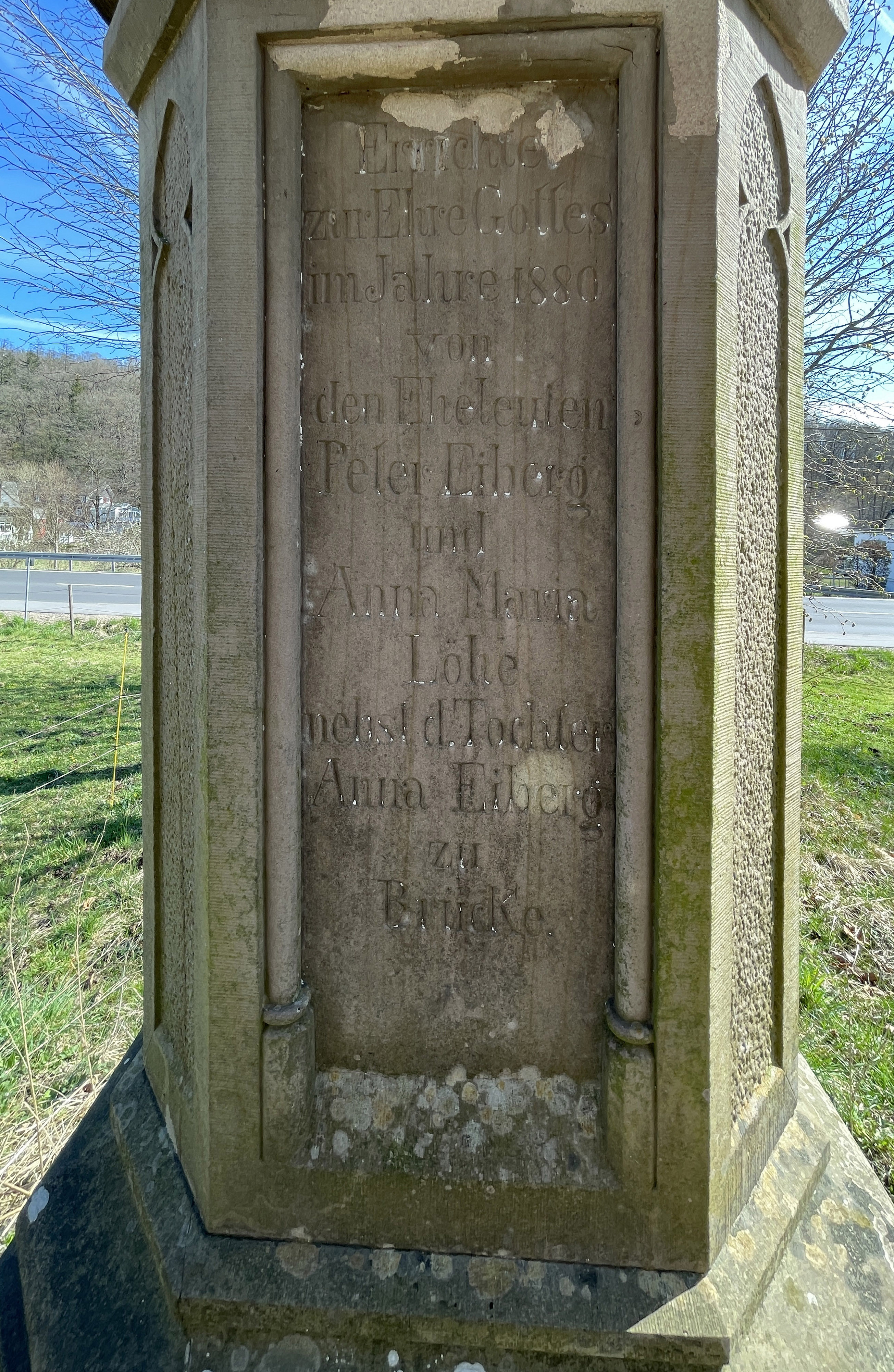
Inschrift: Baudenkmal Wegekreuz (1880)
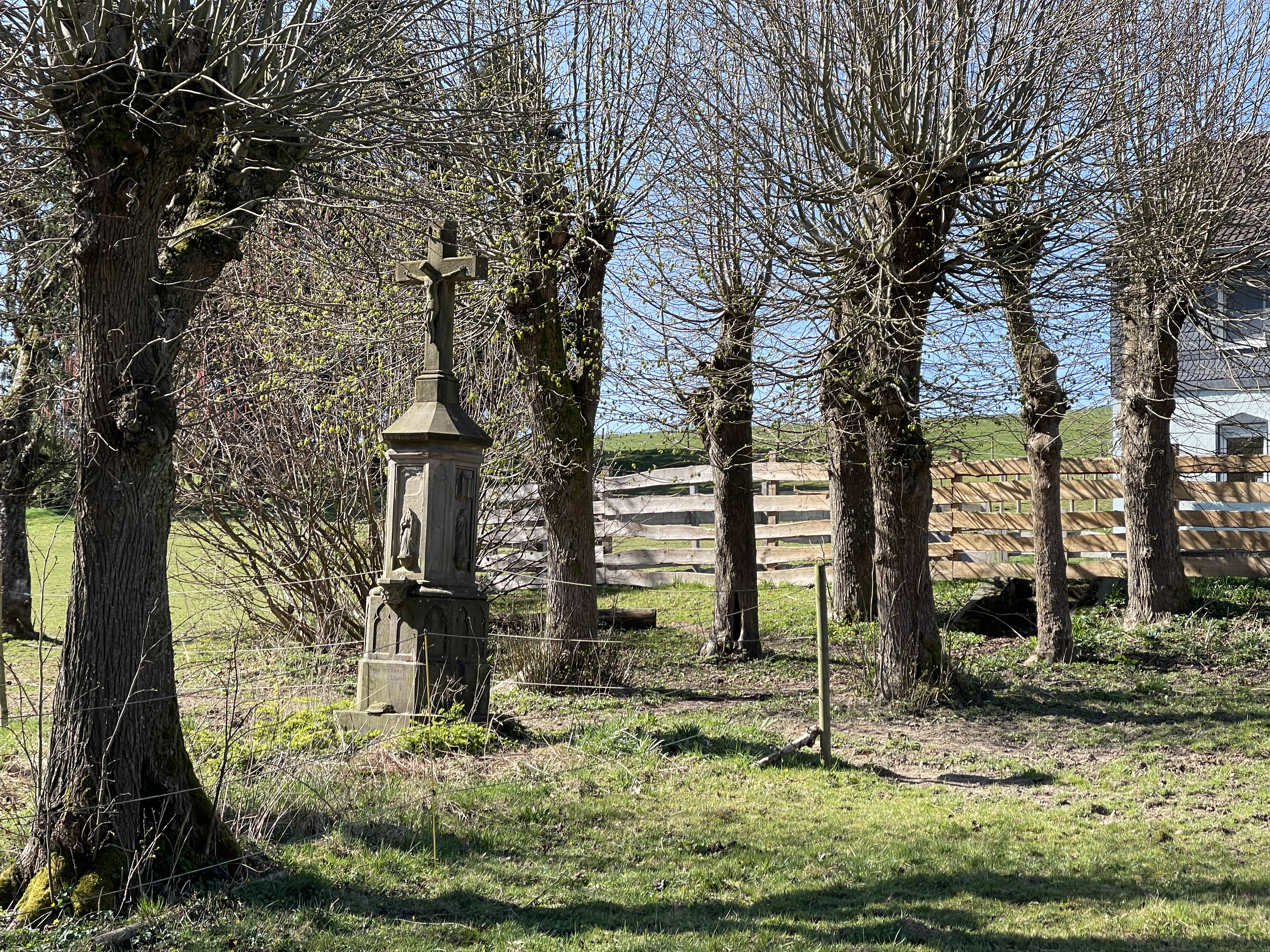
Baudenkmal Wegekreuz (1880)
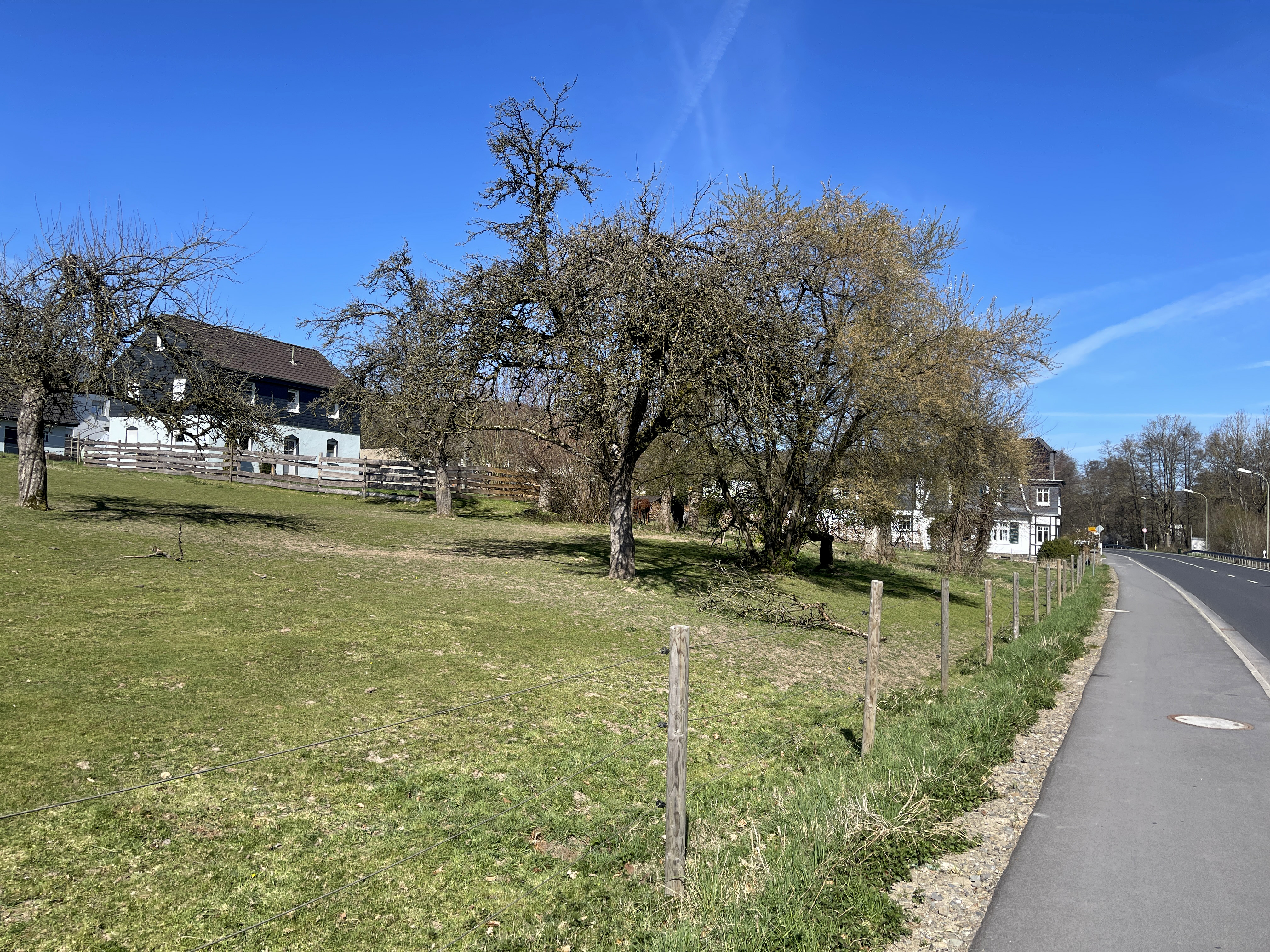
Wipperfürther Straße in Brücke (Kürten)